# Čande
Čande är en ort i Bosnien och Hercegovina.   Den ligger i distriktet Brčko, i den nordöstra delen av landet, 110 km norr om huvudstaden Sarajevo. Čande ligger 156 meter över havet och antalet invånare är 377.
Terrängen runt Čande är platt åt nordost, men åt sydväst är den kuperad. Närmaste större samhälle är Brčko, 13,8 km nordost om Čande.
Omgivningarna runt Čande är en mosaik av jordbruksmark och naturlig växtlighet. Runt Čande är det ganska tätbefolkat, med 100 invånare per kvadratkilometer.